# Duvillaun Islands SPA
Duvillaun Islands SPA este o arie protejată (arie de protecție specială avifaunistică — SPA) din Irlanda întinsă pe o suprafață de 529,8 ha, integral pe uscat.

## Localizare
Centrul sitului Duvillaun Islands SPA este situat la coordonatele 54°04′44″N 10°09′23″W / 54.078816°N 10.156294°V.

## Înființare
Situl Duvillaun Islands SPA a fost declarat arie de protecție specială avifaunistică în martie 2009 pentru a proteja 6 specii de animale.

## Biodiversitate
Situată în ecoregiunea atlantică, aria protejată nu include niciun habitat protejat.
La baza desemnării sitului se află mai multe specii protejate de  păsări (6): Branta leucopsis, șoim călător (Falco peregrinus), Fulmarus glacialis, Hydrobates pelagicus, cormoran mare (Phalacrocorax carbo), Pyrrhocorax pyrrhocorax.
Pe lângă speciile protejate, pe teritoriul sitului au mai fost identificate 2 specii de păsări.